# Ивар из Уотерфорда
Ивар (ирл. Ímar, ри: Puirt Láirgi; древнесканд.: Ívar; умер в 1000) — король королевства викингов в Уотерфорде (969—1000), король Дублина (989—993, 994—995), вероятный конкурент дублинского короля Ситрика Шёлкобородого.

## Биография

### Правление
Ивар (Имар), точное происхождение которого не известно, был представителем норвежско-гэльской династии Уи Имар. Вероятно, праправнук Рангалла Уи Имара (ум. 921), короля Уотерфорда и Йорка, или сын Ивара (Имара), погибшего в 950 году в битве против ирландского короля Руайдри Уа Кананнайна.
Вероятно, Имар (или Ивар) был сыном могущественного викинга Рагналла Уа Имара, захватившего Уотерфорд в Ирландии, совершившего нападение на Мунстер и позднее ставшего королём в Йорвике (Йорке) в Северной Англии. Эта версия подтверждается тем фактом, что оба сына и внук Ивара носили имя Рагналл.
Впервые ирландские анналы упоминают короля викингов из Уотрефорда Ивара в 969 году, когда он в качестве союзника, короля Мунстера Матгамайна мак Кеннетига (963/969-976), защищал королевство Осрайге от нападений короля Лейнстера Мурхада мак Финна.
В 982 году Ивар разграбил Килдэр. В следующем (983) году в союзе с королём Лейнстера Домналлом Клоэном мак Лоркайном (978—984) выступил против верховного короля Ирландии и короля Миде Маэлсехнайлла мак Домнайлла. Между противниками произошла битва, во время которой на стороне верховного короля Маэлсехнайлла мак Домнайлла сражался дублинский король Глуниарайн (980—989), сын и преемник Олава Кварана. Домналл Клоэн и Ивар потерпели поражение. В сражении погиб Гилла Патрайк, сын Ивара. После победы верховный король Маэлсехнайлл мак Домнайлл опустошил королевство Лейнстер. Через год (984) Ивар, вероятно, вступил в союз с королём Мунстера Брианом Бору, преемником Матгамайна, и братьями Маккусом и Гофрайдом, королями Мэна и островов, отказавшись от союза с королевством Лейнстер. Согласно Клэр Даунхэм, их объединенные войска разорили Лейнстер, но не достигли Дублина.
«Анналы Инишфаллена» сообщают, что в 993 году Ивар был изгнан из Дублина. Возможно, что с 989 по 993 годы Ивар управлял Дублином и боролся за власть с Ситриком Шёлкобородым, младшим братом Глуниарайна. «Анналы четырёх мастеров» передают, что изгнание Ивара из Дублина была связана с «заступничеством святых».
В 994 году Ивар захватил власть в Дублине, изгнав из города своего противника Ситрика Шёлкобородого, который в следующем году вернулся себе власть в Дублине, изгнав Ивара.
В 998 году Ивар предпринял поход против Уи Хеннселайг в Лейнстере, но его войско во время экспедиции потеряло много людей и большую часть лошадей. В 1000 году, согласно ирландским анналам, Ивар скончался.
Согласно ирландскому поэту и историку Джеффри Китингу, написавшему около 1634 года «Историю Ирландии», которая была основана на летописях и других источниках, Ивар в какой-то момент своей деятельности заключил союз с Домналлом мак Фаэланом, королём мунстерских десси (966—996). Союзники вторглись в Мунстер, разграбили большую часть провинции, но затем потерпели поражение от короля Бриана Бору, который в ответ захватил и сжег город Уотерфорд.
Согласно историку Алексу Вульфу, в 980-х годах король уотерфордских викингов Ивар, возможно, участвовал в реализации ряда рейдов в юго-западное побережье Англии, о которых сообщается в Англосаксонской хронике. Хроника не называет конкретное имя лидера викингов, но сообщает, что он был самым активным норвежско-ирландским правителем в то время.

### Семья
Имена жен Ивара и их количество неизвестны. Вероятно, что он был женат на дочери Доннубана мак Катайла, короля Уи Фидгенти (ум. 980). Другой его возможной женой могла быть дочь Гилла Патрайка мак Доннхада, короля Осрайге (976—996). Его дети:
- Гилла Патрайк (убит 983)
- Рагналл (? — 995), убит в Лейнстере
- Донндубад (? — 996), убит в Лейнстере
- Рагналл мак Имар (ум. 1018), король Уотерфорда (1000—1018), преемник отца
- Ситрик мак Имар (ум. 1022), король Уотерфорда (1018—1022), убит в Осрайге